# Real World Records
La Real World Records è un'etichetta discografica fondata nel 1989 da Peter Gabriel e destinata a promuovere la musica etnica o world music.
Fra i principali artisti pubblicati dalla Real World records sono compresi:Dengue Fever, Big Blue Ball, Nusrat Fateh Ali Khan, Doudou N'diaye Rose, The Blind Boys of Alabama, Afro Celt Sound System, Sheila Chandra, Geoffrey Oryema, Papa Wemba.